# Neoceratias spinifer
Neoceratias spinifer là một loài cá biển sâu, chúng là một loài thuộc bộ cá Vảy chân hiếm thấy, sống dưới đáy biển sâu, là loài duy nhất trong số các loài thuộc bộ cá Vảy chân không có râu vểnh ra để nhử mồi. Đặc biệt nó có răng lớn đáng sợ ngay bên ngoài hàm để săn mồi và cơ thể kéo dài kỳ lạ.